# CSU-Medienaffäre 2012
Die Medien-Affäre der CSU begann mit einem Vorwurf der versuchten Einflussnahme gegen den CSU-Pressesprecher Hans Michael Strepp auf die Programmgestaltung verschiedener Nachrichtenredaktionen im Oktober 2012. Strepp – zuvor als Staatsanwalt und Richter tätig gewesen – bestritt den Vorwurf, trat aber kurz darauf zurück. Anschließend wurden Vorwürfe gegen Markus Söder und seine Sprecherin Ulrike Strauß erhoben.

## Der Fall Strepp
Im Oktober 2012 berichtete die Süddeutsche Zeitung, dass der CSU-Pressesprecher Hans Michael Strepp bei mehreren Medien angerufen habe, um Berichte über den Landesparteitag der bayrischen SPD zu verhindern. Dort war der Münchner Oberbürgermeister Christian Ude zum Spitzenkandidaten der SPD für die Landtagswahl 2013 gewählt worden. Insbesondere habe Strepp in der ZDF-heute-Redaktion angerufen und „Diskussionen“ angekündigt, sollte man dennoch über den Parteitag berichten. Zuvor hatte er bereits mit dem Leiter des ZDF-Landesstudios, Ulrich Berls, und dem Leiter der Hauptredaktion Aktuelles, Elmar Theveßen, Kontakt aufgenommen und versucht, die Berichterstattung zu beeinflussen. Zudem erklärte der Leiter des ARD-Hauptstadtstudios, Ulrich Deppendorf, Strepp habe sich am selben Tag auch per SMS bei einem vom Bayerischen Rundfunk nach Berlin entsandten Politikredakteur zu den Plänen erkundigt, über den Landesparteitag zu berichten. Daraus hatte Strepp den – letztendlich falschen – Schluss gezogen, dass die ARD keine Berichte plante. Die ZDF-Mitarbeiter schilderten den überraschenden Anruf als klaren Versuch der Einflussnahme auf ihre unabhängige Berichterstattung – die Intention sei eindeutig gewesen.
Als besonders problematisch wurde in der anschließend entbrennenden Affäre Strepps Äußerung der „Diskussionen“ aufgefasst. Strepps direkte Vorgesetzte, Horst Seehofer und Alexander Dobrindt sind Mitglieder in ZDF-Ausschüssen: Seehofer im ZDF-Verwaltungsrat und CSU-Generalsekretär Dobrindt im über die Einhaltung der Programmrichtlinien wachenden ZDF-Fernsehrat und dessen insbesondere für die Nachrichtenprogramme zuständigen Programmausschuss Chefredaktion. Strepp gab den Anruf zwar zu, bestritt aber, versucht zu haben, Einfluss zu nehmen, was bei der bekannt objektiven Berichterstattung des Senders ohnehin nicht möglich sei. Am Tag nach dem Bericht trat Strepp als Pressesprecher der CSU zurück. Sein Nachfolger wurde Jürgen Fischer. Der bayrische Landtag erörterte den Vorgang in einer Sondersitzung. Die SPD verzichtete auf die Bildung eines Untersuchungsausschusses.

## Weitere Vorwürfe
Dann wurde berichtet, dass die Sprecherin des damaligen Umweltministers Markus Söder, Ulrike Strauß, im März 2011 beim Bayerischen Rundfunk einen Bericht kritisiert hatte, der Aussagen Söders zur Nuklearkatastrophe von Fukushima enthielt. Strauß erklärte, sie habe den Bericht als „aus journalistisch-fachlichen Gründen nicht sachgerecht“ empfunden. Der Beitrag wurde später durch einen anderen ersetzt. Der Bayerische Rundfunk erklärte, es habe keinen Zusammenhang zwischen dem Anruf und dieser Entscheidung gegeben. Vielmehr sei aus Gründen der Aktualität anstelle des Beitrags der Kurswechsel der bayerischen Regierung in der Atompolitik thematisiert worden, wobei die Kritik der Opposition an Söder großes Gewicht erhalten habe. Thomas Hacker, Sprecher der FDP-Landtagsfraktion, die Bayern in Koalition mit der CSU regierte, kritisierte, die CSU handle „nach dem Motto: bevormunden, beeinflussen, drangsalieren“. Die FDP-Landesvorsitzende Sabine Leutheusser-Schnarrenberger forderte, den Vorgang vollständig aufzuklären.
Anfang November wurde berichtet, dass der CSU-Finanzminister und damaliges Mitglied im ZDF-Fernsehrat, Markus Söder nach Angaben des Spiegel zwischen 2003 und 2007 mehrmals schriftlich beim damaligen ZDF-Intendanten Markus Schächter interveniert hatte. So beschwerte er sich in einem Brief vom 11. April 2006 etwa darüber, dass das ZDF bei den Berichten zum Rücktritt Matthias Platzecks die CSU nicht behandelt habe und die Zitate der CSU keinen Eingang in die Sendung gefunden hätten. Schächter habe ihm geantwortet, dass die Bundeskanzlerin zitiert worden sei, was die gesamte Union repräsentiere. Söder habe entgegnet, die CDU-Vorsitzende Merkel spreche nicht für die CSU.
Söders Sprecher bezeichnete dessen Schreiben als „normalen Vorgang“ und verwies auf Söders Mitgliedschaft im ZDF-Fernsehrat, zu dessen Aufgaben auch Beratung in Programmfragen und die Überwachung von Richtlinien zähle. Söder habe „diese Kontroll- und Aufsichtspflichten sehr ernst genommen“ und dabei nicht in die redaktionelle Arbeit des Senders eingegriffen. Die Nürnberger Zeitung kommentierte, Söders Beschwerde sei keine Drohung gewesen, und solange Politiker öffentliche Medien kontrollierten, die kritisch über sie berichten sollten, lasse sich immer ein potenzieller Interessenskonflikt herleiten.
Kurz darauf wurde eine weitere Intervention seitens der CSU bekannt: Der Bonner General-Anzeiger berichtete über eine Beschwerde von Söders Sprecherin Ulrike Strauß bei Focus Online im März 2010, nachdem das Nachrichten-Portal einen Kommentar des stellvertretenden Nachrichtenchefs Harry Luck über Machtkämpfe in der CSU-Zentrale veröffentlicht hatte, der Söders parteiinterne Position hervorhob. Strauß habe ein Gespräch unter Beteiligung eines Vorgesetzten des Autors vorgeschlagen, um „Missverständnisse auszuräumen“.

## Reaktionen
Der Fall wurde in den Medien breit aufgegriffen und löste eine Diskussion um die Einflussnahme von Funktionären oder führenden Mitgliedern politischer Parteien auf Medien, die Pressefreiheit im Allgemeinen und das Verhalten der CSU gegenüber der Öffentlichkeit aus. Insbesondere wurde kritisiert, dass Strepp sich nicht über eine bereits gesendete Produktion beschwerte, sondern auf die Berichterstattung über den politischen Gegner Einfluss zu nehmen versuchte. Vertreter der anderen Parteien verurteilten das Vorgehen Strepps. Der Fraktionsvorsitzende von Bündnis 90/Die Grünen im Bundestag, Jürgen Trittin, bezeichnete es als „schlicht nicht vorstellbar, dass Strepp auf eigene Faust und einmalig gehandelt“ habe. Er machte Strepps Vorgesetzte Dobrindt und Seehofer dafür verantwortlich, dass die CSU das ZDF mit einem Staatssender verwechsele und zog einen Vergleich zum Verständnis des ungarischen Regierungschefs Viktor Orbán zur Rolle der Medien in einer Demokratie. Der Parlamentarische Geschäftsführer der SPD-Bundestagsfraktion Thomas Oppermann sagte am 24. Oktober 2012: „Horst Seehofer hätte aus dem Fall Christian Wulff lernen können, dass der Versuch, unliebsame Berichterstattung zu verhindern, scheitern muss.“
Der CSU-Vorsitzende Seehofer kritisierte den Bericht der Süddeutschen Zeitung als unzutreffend. Eine Einflussnahme auf die Medien entspräche auch nicht dem Selbstverständnis der CSU. Dennoch wurde von den Medien die Frage diskutiert, ob der Anruf eine Einzelaktion von Strepp gewesen sei oder er – etwa durch den CSU-Generalsekretär Alexander Dobrindt oder den CSU-Vorsitzenden Seehofer – beauftragt wurde. Ursächlich hierfür war die übereinstimmende Einschätzung Strepps durch zahlreiche Medienvertreter, die Strepp als besonnenen und kompetenten Pressesprecher wahrgenommen hatten. Insbesondere Dobrindt wurde, nachdem Seehofer gleich nach Bekanntwerden der Umstände auf Aufklärung gedrungen und sich von Strepp distanziert hatte, in vielen Medien als Drahtzieher der Anrufe ausgemacht, zumal er als direkter Vorgesetzter Strepps eng mit diesem zusammenarbeitete. Dies wurde von Dobrindt aber nach Strepps Rücktritt dementiert. Er habe nichts von dem Anruf gewusst und wenn doch, so hätte er ihm einen solchen Anruf untersagt. Oppositionspolitiker hielten dem entgegen, es sei unglaubwürdig, dass Strepp aus eigenem Antrieb gehandelt habe.
Der ehemalige ZDF-Chefredakteur Nikolaus Brender sagte in einem Interview der Zeit Online, zu Beginn seiner Amtszeit sei es üblich gewesen, dass Politiker bei einfachen Redakteuren anriefen, um Druck auf die Berichterstattung auszuüben. „Ich habe damals zum Beispiel zufällig erfahren, dass der damalige CDU-Generalsekretär Laurenz Meyer durch einen Anruf in der Redaktion versucht hat, einen ihm unliebsamen Bericht zu verhindern.“ „Ich habe daraufhin in den bekannterweise mit zahlreichen Politikern besetzten ZDF-Aufsichtsgremien gedroht, weitere Anrufe zu veröffentlichen. Danach war Ruhe.“ Eine Verlängerung von Brenders Vertrag wurde vom – überwiegend mit Unions-Politikern besetzten – ZDF-Verwaltungsrat abgelehnt; dies führte im Jahr 2010 zu Debatten über die politische Beeinflussbarkeit des öffentlich-rechtlichen Rundfunks.
Teilweise wurde die Reaktion des ZDF als übertrieben kritisiert. Der Sender habe den Anruf künstlich aufgebauscht, um die eigene Unabhängigkeit besonders hervorheben zu können. Die Frankfurter Allgemeine zitierte die Zuschauerfrage in einer ZDF-Sondersendung, warum über den Parteitag der SPD in Bayern, aber nicht über den der CDU in Rheinland-Pfalz berichtet worden sei, und brachte dies mit dem rheinland-pfälzischen Ministerpräsidenten Kurt Beck in Verbindung, der zugleich Vorsitz im ZDF-Verwaltungsrat ist. Auch kritisierten die Medien einen zu großen Einfluss der Parteien, insbesondere der Regierungsparteien auf den öffentlich-rechtlichen Rundfunk, speziell auf das ZDF. Die Frankfurter Allgemeine bezeichnete die Vorgänge als „ein schönes Wahlkampfthema, ein Elfmeter, eine Vorlage im politischen Meinungskampf, die man gar nicht liegen lassen kann“ und als Ablenkung davon, wie politischer Einfluss auf die Medien wirklich funktioniere.
Hinsichtlich Markus Söder wurde teilweise angemerkt, dass er (nur) getan habe, was zu den Agenden von Parteipolitikern gehöre. Mike Schier schrieb in seinem Kommentar im Münchner Merkur:

„Es wird Zeit, die hysterische Debatte ein wenig zu versachlichen: Natürlich ist es nicht in Ordnung, wenn ein CSU-Sprecher versucht, einen Fernsehbericht über die Konkurrenz zu verhindern. (...) Dass aber Markus Söders Sprecherin sich bei einem Sender über einen Bericht beschwert, ist keineswegs ehrenrührig. (...) Der Anruf des CSU-Sprechers beim ZDF war ein Skandal. Doch beim Versuch, das Thema am Kochen zu halten, darf die Opposition nicht übers Ziel hinausschießen. Die Grünen (...) selbst haben sich bei unserer Zeitung jüngst über einen Kommentar beschwert. Dies ist ihr gutes Recht. Es gilt aber auch für die CSU.“

Wilfried Scharnagl, der ehemalige Chefredakteur des Bayernkurier, der Parteizeitung der CSU, hielt den Vorwurf eines Angriffs auf Pressefreiheit für absurd.
In der Süddeutschen Zeitung schrieb der Kommentator Detlef Esslinger:

„Anrufe von Pressesprechern in Redaktionen sind selbstverständlich legitim. Wer derlei zu einem Anschlag auf die Pressefreiheit hochstilisiert, ist albern. Die Beurteilung hängt vom Einzelfall ab: Wer hat wo, mit welchem Ziel, angerufen? So ist etwa überhaupt nichts dagegen einzuwenden, wenn sich ein Sprecher in einer Redaktion beschwert, weil ein Zitat oder die einem Kommentar zugrunde liegenden Fakten nicht stimmen. [...] Um derlei ging es Söders Sprecherin aber gerade nicht. Sie hat in der Redaktion und beim Chef der BR-Nachrichtensendung Rundschau angerufen, weil ihr ein Beitrag über ihren Minister grundsätzlich nicht gefiel; weil sie in ihrem Amt beschlossen hatte, dieser Beitrag sei "nicht sachgerecht". [...] Die Rundschau und ihr Chef sind in dem Bemühen, sich aus der jahrzehntelangen Umklammerung durch die CSU zu lösen, weniger weit vorangekommen als andere Teile des BR. [...] In der Rundschau musste Strauß nicht ausdrücklich verlangen, einen Beitrag aus dem Programm zu nehmen. An jenem Tag im März 2011 hatte Strauß ihr Ziel erreicht, ohne es aussprechen zu müssen. Etwas anderes anzunehmen, wäre naiv.“

Mitte November 2012 kritisierte Seehofer erneut das ZDF und forderte zugleich mehr Transparenz bei den öffentlich-rechtlichen Medien. „Kein Politiker sollte sich die Freiheit nehmen lassen, auch Journalisten mal zu sagen, wo sie falsch gelegen haben. Das ZDF hat den Vorfall überhöht.“ Auch habe die Affäre mit dem Rücktritt Strepps personelle Konsequenzen gehabt. Die Medienzeitschrift Horizont wies diese Darstellung zurück: Strepp sei nicht wegen einer nachträglichen Wortmeldung gerügt worden, sondern wegen offensichtlicher Einflussnahme auf eine Berichterstattung, die noch gar nicht erfolgt war. Auch seien die personellen Konsequenzen begrenzt, da Strepp nur als Parteisprecher zurückgetreten sei, aber weiterhin Planungschef der CSU bleibe. Damit bleibe er laut Handelsblatt einer der wichtigsten Mitarbeiter von CSU-Generalsekretär Alexander Dobrindt und habe weiterhin eine zentrale Führungsposition in der CSU inne.